# Eois tegularia
Eois tegularia är en fjärilsart som beskrevs av Achille Guenée 1857. Eois tegularia ingår i släktet Eois och familjen mätare. Inga underarter finns listade i Catalogue of Life.